# 1576 en musique classique
| \| • Retour à la chronologie générale de la musique classique • \| |
| Grèce • Rome • Haut Moyen Âge • VIIIe siècle • IXe siècle • Xe siècle • XIe siècle XIIe siècle • XIIIe siècle • XIVe siècle • XVe siècle • XVIe siècle • XVIIe siècle XVIIIe siècle • XIXe siècle • XXe siècle • XXIe siècle |
| • Retour à la chronologie générale de la musique classique • |

| Années en musique classique : 1573 - 1574 - 1575 - 1576 - 1577 - 1578 - 1579    |
| Décennies en musique classique : 1540 - 1550 - 1560 - 1570 - 1580 - 1590 - 1600 |

## Événements
- Publication à Venise du Second Livre de Motets de Tomás Luis de Victoria.

## Naissances
- 25 octobre : Thomas Weelkes, compositeur anglais († 30 novembre 1623)

### Date indéterminée
- Erasmo Marotta, compositeur jésuite italien († 6 octobre 1641).

## Décès

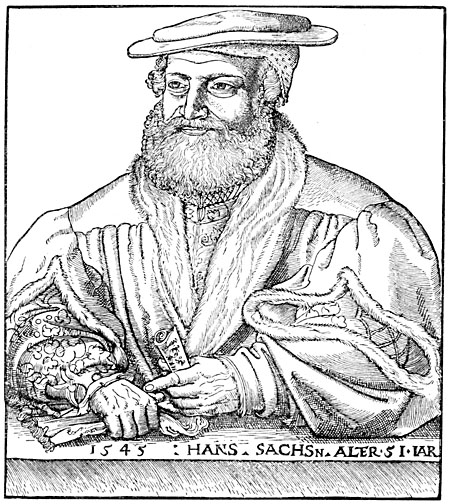
Hans Sachs

- 19 janvier : Hans Sachs, meistersinger (° 5 novembre 1494)
- 15 août : Valentin Bakfark, luthiste et compositeur hongrois (° vers 1507).